# Torneo femenino de baloncesto en silla de ruedas en los Juegos Paralímpicos de Río de Janeiro 2016
El torneo femenino de baloncesto en silla de ruedas  en los Juegos Paralímpicos de Río de Janeiro 2016 se realizó en la Arena Carioca 1 y Arena Olímpica de Río del 8 al 16 de septiembre.
Participaron las selecciones de Brasil, Estados Unidos, Francia, China, Reino Unido, Argentina, Argelia, Países Bajos, Alemania y Canadá.

## Calendario
| P | Preliminares | ¼ | Cuartos de final | ½ | Semifinales | B | Partido por medalla de bronce | F | Final por medalla de oro |

| Evento↓/Fecha → | Jue 8 | Vie 9 | Sab 10 | Dom 11 | Lun 12 | Mar 13 | Jue 15 | Vie 16 | Vie 16 |
| --------------- | ----- | ----- | ------ | ------ | ------ | ------ | ------ | ------ | ------ |
| Masculino       | P     | P     | P      | P      | P      | ¼      | ½      | B      | F      |

## Grupo A
| # | Equipo      | PJ | G | P | PE  | PP  | Dif  | Pts |
| - | ----------- | -- | - | - | --- | --- | ---- | --- |
| 1 | Alemania    | 4  | 3 | 1 | 249 | 156 | 93   | 7   |
| 2 | Reino Unido | 4  | 3 | 1 | 228 | 140 | 88   | 7   |
| 3 | Canadá      | 4  | 3 | 1 | 252 | 181 | 71   | 7   |
| 4 | Brasil      | 4  | 1 | 3 | 198 | 241 | -43  | 5   |
| 5 | Argentina   | 4  | 0 | 4 | 87  | 296 | -209 | 4   |

| 8 de septiembre de 2016 07:30 | Reino Unido                        | 36–43           | Canadá       | Río de Janeiro                  |  |
|                               | Parciales: 12-14, 12-11, 8-10, 4-8 |                 |              |                                 |  |
|                               | Estadísticas                       | Reporte Pts Reb | Estadísticas | Pabellón: Arena Olímpica de Río |  |

| 8 de septiembre de 2016 10:15 | Brasil                            | 85–19           | Argentina    | Río de Janeiro            |  |
|                               | Parciales: 22-4, 18-4, 23-5, 22-6 |                 |              |                           |  |
|                               | Estadísticas                      | Reporte Pts Reb | Estadísticas | Pabellón: Arena Carioca 1 |  |

| 9 de septiembre de 2016 08:00 | Argentina                          | 20–79           | Reino Unido  | Río de Janeiro            |  |
|                               | Parciales: 2-20, 4-14, 3-21, 11-24 |                 |              |                           |  |
|                               | Estadísticas                       | Reporte Pts Reb | Estadísticas | Pabellón: Arena Carioca 1 |  |

| 9 de septiembre de 2016 13:15 | Alemania                            | 77–32           | Brasil       | Río de Janeiro                  |  |
|                               | Parciales: 23-2, 22-11, 18-8, 14-11 |                 |              |                                 |  |
|                               | Estadísticas                        | Reporte Pts Reb | Estadísticas | Pabellón: Arena Olímpica de Río |  |

| 10 de septiembre de 2016 07:30 | Canadá                             | 73–28           | Argentina    | Río de Janeiro                                                 |  |
|                                | Parciales: 24-4, 10-6, 19-8, 20-10 |                 |              |                                                                |  |
|                                | Estadísticas                       | Reporte Pts Reb | Estadísticas | Pabellón: Arena Olímpica de Río Asistencia: 5,033 espectadores |  |

| 10 de septiembre de 2016 09:45 | Reino Unido                         | 50–45           | Alemania     | Río de Janeiro                                                 |  |
|                                | Parciales: 14-17, 10-7, 12-4, 14-17 |                 |              |                                                                |  |
|                                | Estadísticas                        | Reporte Pts Reb | Estadísticas | Pabellón: Arena Olímpica de Río Asistencia: 8,325 espectadores |  |

| 11 de septiembre de 2016 08:00 | Alemania                             | 68–54           | Canadá       | Río de Janeiro                                           |  |
|                                | Parciales: 20-14, 9-17, 16-11, 23-12 |                 |              |                                                          |  |
|                                | Estadísticas                         | Reporte Pts Reb | Estadísticas | Pabellón: Arena Carioca 1 Asistencia: 9,564 espectadores |  |

| 11 de septiembre de 2016 119:30 | Brasil                              | 32–63           | Reino Unido  | Río de Janeiro                                            |  |
|                                 | Parciales: 8-15, 6-'16, 6-22, 12-10 |                 |              |                                                           |  |
|                                 | Estadísticas                        | Reporte Pts Reb | Estadísticas | Pabellón: Arena Carioca 1 Asistencia: 10,857 espectadores |  |

| 12 de septiembre de 2016 07:00 | Argentina                          | 20–59           | Alemania     | Río de Janeiro                                           |  |
|                                | Parciales: 6-21, 2-11, 12-17, 0-10 |                 |              |                                                          |  |
|                                | Estadísticas                       | Reporte Pts Reb | Estadísticas | Pabellón: Arena Carioca 1 Asistencia: 3,681 espectadores |  |

| 12 de septiembre de 2016 09:45 | Canadá                                | 82–49   | Brasil |                                                                |  |
|                                | Parciales: 24-12, 25-10, 19-12, 14-15 |         |        |                                                                |  |
|                                |                                       | Reporte |        | Pabellón: Arena Olímpica de Río Asistencia: 4,304 espectadores |  |

## Grupo B
| # | Equipo         | PJ | G | P | PE  | PP  | Dif  | Pts |
| - | -------------- | -- | - | - | --- | --- | ---- | --- |
| 1 | Estados Unidos | 4  | 4 | 0 | 288 | 138 | 150  | 8   |
| 2 | Países Bajos   | 4  | 3 | 1 | 300 | 148 | 152  | 7   |
| 3 | China          | 4  | 2 | 2 | 212 | 187 | 25   | 6   |
| 4 | Francia        | 4  | 1 | 3 | 178 | 266 | -88  | 5   |
| 5 | Argelia        | 4  | 0 | 4 | 93  | 332 | -239 | 4   |

| 8 de septiembre de 2016 08:00 | Francia                              | 37–93   | Estados Unidos | Río de Janeiro            |  |
|                               | Parciales: 11-25, 10-18, 10-29, 6-21 |         |                |                           |  |
|                               |                                      | Reporte |                | Pabellón: Arena Carioca 1 |  |

| 8 de septiembre de 2016 19:00 | Argelia                           | 16–88   | China | Río de Janeiro                                               |  |
|                               | Parciales: 6-23, 0-18, 2-30, 8-17 |         |       |                                                              |  |
|                               |                                   | Reporte |       | Pabellón: Arena Olímpica de Río Asistencia: 838 espectadores |  |

| 9 de septiembre de 2016 15:30 | Países Bajos                       | 107–29  | Argelia | Río de Janeiro                                                           |  |
|                               | Parciales: 34-10, 27-2, 24-8, 22-9 |         |         |                                                                          |  |
|                               |                                    | Reporte |         | Pabellón: Arena Olímpica de Río Asistencia: 8,360 espectadores Árbitros: |  |

| 9 de septiembre de 2016 19:30 | China                               | 59–39   | Francia | Río de Janeiro                                           |  |
|                               | Parciales: 16-4, 11-14, 18-13, 14-8 |         |         |                                                          |  |
|                               |                                     | Reporte |         | Pabellón: Arena Carioca 1 Asistencia: 9,887 espectadores |  |

| 10 de septiembre de 2016 10:15 | Francia                            | 30–81   | Países Bajos | Río de Janeiro            |  |
|                                | Parciales: 6-24, 4-16, 6-24, 14-17 |         |              |                           |  |
|                                |                                    | Reporte |              | Pabellón: Arena Carioca 1 |  |

| 10 de septiembre de 2016 16:00 | Estados Unidos                      | 70–36   | China | Río de Janeiro                                            |  |
|                                | Parciales: 21-8, 18-12, 20-6, 11-10 |         |       |                                                           |  |
|                                |                                     | Reporte |       | Pabellón: Arena Carioca 1 Asistencia: 11,219 espectadores |  |

| 11 de septiembre de 2016 13:45 | Países Bajos                         | 50–60   | Estados Unidos | Río de Janeiro                                            |  |
|                                | Parciales: 9-18, 12-13, 13-10, 16-19 |         |                |                                                           |  |
|                                |                                      | Reporte |                | Pabellón: Arena Carioca 1 Asistencia: 11,415 espectadores |  |

| 11 de septiembre de 2016 15:30 | Argelia                           | 33–72   | Francia | Río de Janeiro                                                 |  |
|                                | Parciales: 5-23, 8-22, 8-18, 12-9 |         |         |                                                                |  |
|                                |                                   | Reporte |         | Pabellón: Arena Olímpica de Río Asistencia: 9,055 espectadores |  |

| 12 de septiembre de 2016 07:30 | Estados Unidos              | 65–15   | Argelia | Río de Janeiro                                                 |  |
|                                | Parciales: 19-4, 12-4, 14-5 |         |         |                                                                |  |
|                                |                             | Reporte |         | Pabellón: Arena Olímpica de Río Asistencia: 2,332 espectadores |  |

| 12 de septiembre de 2016 09:15 | China                               | 29–62   | Países Bajos | Río de Janeiro                                           |  |
|                                | Parciales: 13-14, 3-17, 3-15, 10-16 |         |              |                                                          |  |
|                                |                                     | Reporte |              | Pabellón: Arena Carioca 1 Asistencia: 6,307 espectadores |  |

## Fase final
|  | Cuartos de final                 | Cuartos de final                 |                                  |             | Semifinales  | Semifinales  |  |  | Final                            | Final |
|  |                                  |                                  |                                  |             |              |              |  |  |                                  |       |
|  | Río de Janeiro, 13 de septiembre |                                  |                                  |             |              |              |  |  |                                  |       |
|  |                                  |                                  |                                  |             |              |              |  |  |                                  |       |
|  | Alemania                         | 76                               |                                  |             |              |              |  |  |                                  |       |
|  | Alemania                         | 76                               | Río de Janeiro, 15 de septiembre |             |              |              |  |  |                                  |       |
|  | Francia                          | 28                               |                                  |             |              |              |  |  |                                  |       |
|  | Francia                          | 28                               | Alemania                         | 55          |              |              |  |  |                                  |       |
|  | Río de Janeiro, 13 de septiembre |                                  | Alemania                         | 55          |              |              |  |  |                                  |       |
|  |                                  | Países Bajos                     | 45                               |             |              |              |  |  |                                  |       |
|  | Países Bajos                     | Países Bajos                     | 45                               | 78          |              |              |  |  |                                  |       |
|  | Países Bajos                     |                                  | Río de Janeiro, 16 de septiembre | 78          |              |              |  |  |                                  |       |
|  | Canadá                           | 60                               |                                  |             |              |              |  |  |                                  |       |
|  | Canadá                           | 60                               | Alemania                         | 45          |              |              |  |  |                                  |       |
|  | Río de Janeiro, 13 de septiembre |                                  | Alemania                         | 45          |              |              |  |  |                                  |       |
|  |                                  | Estados Unidos                   | 62                               |             |              |              |  |  |                                  |       |
|  | Reino Unido                      | Estados Unidos                   | 62                               | 57          |              |              |  |  |                                  |       |
|  | Reino Unido                      | Río de Janeiro, 15 de septiembre |                                  | 57          |              |              |  |  |                                  |       |
|  | China                            | 38                               |                                  |             |              |              |  |  |                                  |       |
|  | China                            | 38                               | Reino Unido                      | 78          | Tercer lugar | Tercer lugar |  |  |                                  |       |
|  | Río de Janeiro, 13 de septiembre |                                  | Reino Unido                      | 78          |              |              |  |  |                                  |       |
|  |                                  | Estados Unidos                   | 89                               |             |              |              |  |  |                                  |       |
|  | Estados Unidos                   | Estados Unidos                   | 89                               | 66          | Países Bajos | 76           |  |  |                                  |       |
|  | Estados Unidos                   |                                  |                                  | 66          | Países Bajos | 76           |  |  |                                  |       |
|  | Brasil                           | 35                               |                                  | Reino Unido | 34           |              |  |  |                                  |       |
|  | Brasil                           | 35                               |                                  |             | 34           |              |  |  |                                  |       |
|  |                                  |                                  |                                  |             |              |              |  |  | Río de Janeiro, 16 de septiembre |       |
|  |                                  |                                  |                                  |             |              |              |  |  |                                  |       |

## Medallistas
| Evento          | Oro | Plata | Bronce |
| --------------- | --- | --- | --- |
| Evento femenino | Estados Unidos (USA) Ver listaGail Gaeng Megan Blunk Darlene Hunter Natalie Schneider Desiree Miller Jennifer Poist Vanessa Erskiner Rebecca Murray Rose Hollermann Abigail Dunkin Christina Schwab Mackenzie Soldan | Alemania (GER) Ver listaMareike Miller Johanna Welin Simone Kues Anne Patzwald Annika Zeyen Laura Furst Gesche Schunemann Maya Lindholm Annabel Breuer Annegrit Briessmann Marina Mohnen Barbara Gross | Países Bajos (NED) Ver listaIlse Arts Inge Huitzing Lucie Houwen Jitske Visser Roos Oosterbaan Sanne Timmerman Bo Kramer Cher Korver Barbara van Bergen Carina de Rooij Mariska Beijer Evelyn van Leeuwen |

| Predecesor: Londres 2012 | Baloncesto en silla de ruedas en los Juegos Paralímpicos Río de Janeiro 2016 | Sucesor: Tokio 2020 |